# Campagne-sur-Aude
Campagne-sur-Aude é uma comuna francesa na região administrativa de Occitânia, no departamento de Aude. Estende-se por uma área de 5,97 km². Em 2010 a comuna tinha 597 habitantes (densidade: 100 hab./km²).